# Tùng Bá
Tùng Bá là một xã thuộc tỉnh Tuyên Quang, Việt Nam.

## Địa lý
Xã Tùng Bá có vị trí địa lý:
- Phía đông giáp huyện Bắc Mê
- Phía tây giáp xã Thuận Hòa
- Phía nam giáp huyện Bắc Mê và thành phố Hà Giang
- Phía bắc giáp huyện Quản Bạ.

Xã Tùng Bá có diện tích 120,49 km², dân số năm 2019 là 7.535 người, mật độ dân số đạt 63 người/km².

## Hành chính
Xã Tùng Bá được chia thành 5 thôn, bản: Khuôn Làng, Phúc Hạ, Hồng Minh, Hồng Tiến, Nặm Rịa.